# Gare de Denair
La  gare de Denair (ou Turlock/Denair (Amtrak station)) est une gare ferroviaire des États-Unis située à Denair à proximité de Turlock en Californie; Elle est desservie par le San Joaquin (en) d'Amtrak. C'est une gare sans personnel.

## Service des voyageurs

### Desserte
- Lignes d'Amtrak[1] :
  - Le San Joaquins: Oakland/Sacramento - Bakersfield